# 梅殷
梅殷（14世纪—1405年），字伯殷，汝南侯梅思祖從子，中國明朝開國君主朱元璋的女婿，因忠於明惠宗，1405年被明成祖的黨羽暗殺而死。

## 生平

### 前半生
天性恭謹，能騎馬射箭。洪武十一年（1378年）娶朱元璋的嫡出次女寧國公主，封榮國公，任山東學政。當時李文忠視察山東學政，特別讚美梅殷精通經史，當時世人皆為之而榮。朱元璋在十六個女婿中，尤其宠爱梅殷，臨死前囑之：「汝老成忠信，可託幼主。」復出遺詔授之道：「敢有違天者，汝討之。」

### 靖難之役
靖難之役時，梅殷受命領兵抗燕，駐守淮安，募兵四十萬。燕王朱棣曾派使者前去，欲假道於梅殷，梅殷對使者處以劓刑（割掉鼻子），說：「留下你的嘴，回去幫你們燕王講解一下『君臣大義』！」朱棣非常沮喪。
其後明惠宗下落不明，朱棣奪位為明成祖，梅殷當時尚駐兵淮上，寧國公主嚙指流血，寫信給梅殷勸降。殷得書大哭，見到大勢已去，只好回到南京歸降燕王。成祖接見溫慰說：“駙馬勞苦！”梅殷卻諷刺地回說：“勞而無功耳。”令成祖無言以對。

### 被害而死
永乐二年（1404年），都御史陳瑛報告說梅殷“蓄養亡命”。永樂三年（1405年），梅殷到皇宮開會，被前軍都督僉事譚深、錦衣衛指揮趙曦兩人推落笪橋下，落水溺死，并說梅殷自盡。后都督同知許成揭發此事，明成祖逮捕二人治罪。寧國公主向成祖哭訴，成祖只好把譚、趙二人處死，二人臨刑前說出這項陰謀：“此上命也，奈何殺臣？”成祖大怒，遂命武士擊落譚、趙的牙齒；又在梅殷僕人瓦剌灰的請求下，命斷二人手足，剖其腸以祭梅殷。

## 後事
明成祖遣官为梅殷治喪，谥荣定，賜梅殷二子為官：梅順昌為中府都督同知，梅景福為指揮使。封許成為永新伯。梅殷僕人瓦剌灰是瓦剌的降兵，侍奉梅殷甚久，於是亦以身殉主。